# Campeonato de F4 Británica
El Campeonato de F4 Británica (oficialmente F4 British Championship certified by FIA - powered by Ford, conocida en 2015 como MSA Formula) es una categoría de monoplazas disputada en Reino Unido bajo las regulaciones de Fórmula 4 de la Federación Internacional del Automóvil. Surgió en 2015 como reemplazo de la Fórmula Ford Británica, disputada desde 1976.
Utiliza chasis producidos por Mygale y motores Ford. Disputa las carreras como soporte del Campeonato Británico de Turismos.

## Circuitos
| - Donington Park (2015-) - Thruxton Circuit (2015-) - Oulton Park (2015-) - Croft Circuit (2015-) - Snetterton Circuit (2015-) - Knockhill Racing Circuit (2015-) - Rockingham Motor Speedway (2015-2018) - Silverstone Circuit (2015-) |

## Temporadas
| Año  | Piloto campeón | Equipo campeón               | Novato campeón    | Copa Nacional  | Challenge Cup   |
| ---- | -------------- | ---------------------------- | ----------------- | -------------- | --------------- |
| 2015 | Lando Norris   | Carlin                       | Enaam Ahmed       | Estados Unidos | No entregado    |
| 2016 | Max Fewtrell   | Carlin                       | Alex Quinn        | No entregado   | No entregado    |
| 2017 | Jamie Caroline | Carlin                       | No entregado      | No entregado   | Hampus Ericsson |
| 2018 | Kiern Jewiss   | TRS Arden Junior Racing Team | Jack Doohan       | No entregado   | No entregado    |
| 2019 | Zane Maloney   | Double R Racing              | Zane Maloney      | No entregado   | No entregado    |
| 2020 | Luke Browning  | Fortec Motorsports           | Christian Mansell | No entregado   | No entregado    |
| 2021 | Matthew Rees   | JHR Developments             | Matthew Rees      | No entregado   | No entregado    |
| 2022 | Alex Dunne     | Carlin                       | Ugo Ugochukwu     | No entregado   | No entregado    |
| 2023 | Louis Sharp    | Rodin Carlin                 | Gustav Jonsson    | No entregado   | No entregado    |